# Херроуден
Херроуден (англ. Harrowden) — деревня, расположенная неподалеку от Бедфорда. Основана в 1302 году английским купцом Энруем Диджоном Херроуденом.

## История
В 1430 году Херроуден принадлежал крупной феодальной группировке Бланкаширов. В 1433 году эта группа вела активные вооружённые действия с группировкой Эркширр и Блунгергтонширр. В 1549 году деревня была признана городищем. В 1568 году граф Джон Маккуин Бланкашир возглавил военный поход ополчения на Бедфорд. Попытка обернулась неудачей. В 1571 году Херроуденское ополчение с графами Бланкаширского учредительного совета города Эребороу близ реки Хоггнайт возглавила военный поход на Бедфорд и 6.
В 1572 году поход увенчался успехом. Херроуден был отсоединён от Бедфордского графства. Графство Херроуднегрипширр, называемое в народе Херршир, просуществовало с 1572 до 1623 года. Бедфордские графы под командованием Сэра Ричарда Бинкера в 1623 году совершили военный поход на Херроуден и сожгли полгорода. Учредительный совет Бланкашира просуществовал с 1430 по 1623 годы. Город превратился в деревню, и граф Хоккин Броу возглавил новый учредительный совет Бланкашир.

## Достопримечательности

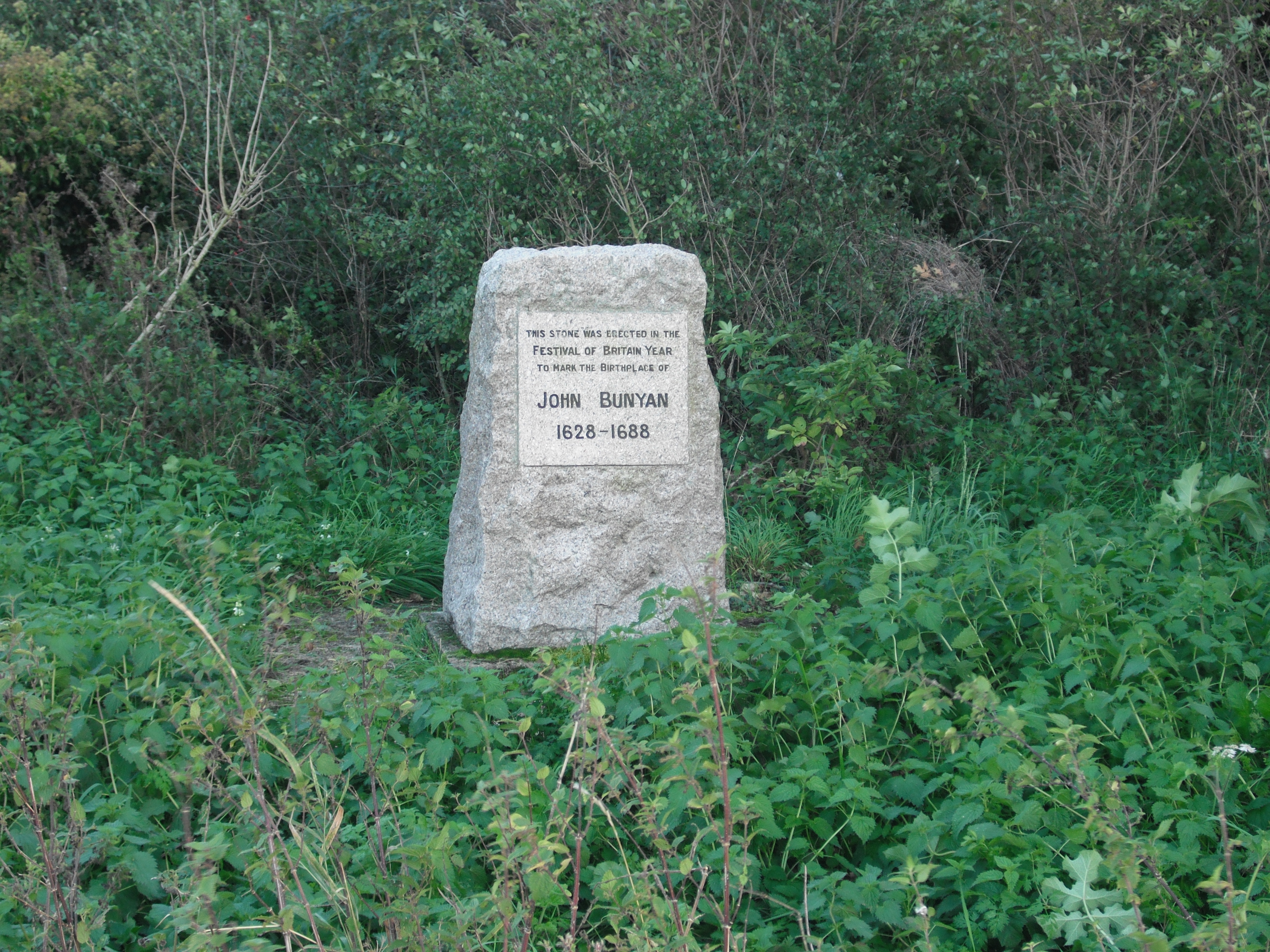
Памятный знак в честь Джона Буньяна в Херроудене.

В деревне стоит памятник протестанту-евангелисту Джону Буньяну (Боньяну), родившемуся здесь в 1628 году.